# 1958 en Nouvelle-Écosse
Chronologie de la Nouvelle-Écosse
- 1954
- 1955
- 1956
- 1957
- 1958
- 1959
- 1960
- 1961
- 1962

Cette page concerne des événements d'actualité qui se sont produits durant l'année 1958 dans la province canadienne de la Nouvelle-Écosse.

## Politique
- Premier ministre : Robert Stanfield
- Chef de l'Opposition :
- Lieutenant-gouverneur : Alistair Fraser puis Edward Chester Plow
- Législature :

## Naissances

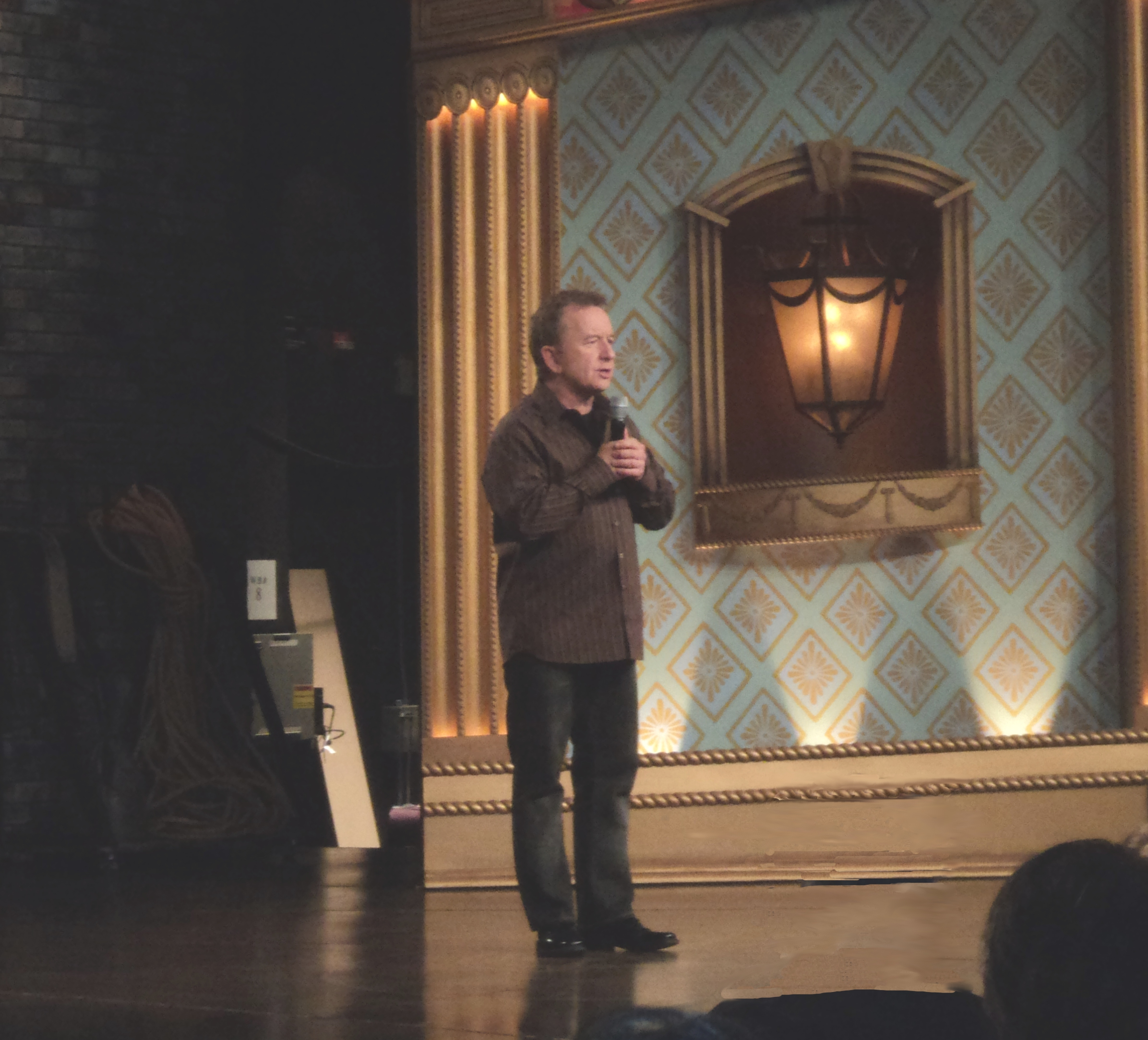
Ron James

- Ron James est un comique et acteur canadien, né à Glace Bay en 1958[1].

- 12 février : Robert « Bobby » Smith (né à North Sydney) est un joueur de hockey sur glace professionnel qui évolua au poste d'avant dans la Ligue nationale de hockey de 1978 à 1993 pour les North Stars du Minnesota et les Canadiens de Montréal.

- 14 septembre : Robert McCall, né à Halifax et mort le 15 novembre 1991 à Ottawa en Ontario, est un patineur artistique canadien. Il est notamment médaillé de bronze aux Jeux olympiques d'hiver de 1988 en danse sur glace avec sa partenaire Tracy Wilson.